# Jesus i Getsemane
Jesus i Getsemane er et altermaleri af Carl Bloch fra 1879 i Skt. Hans Kirke i Odense. Motivet gengiver Jesus' bøn i Getsemane Skærtorsdag:
| Citat          | Så brød han op og gik, som han plejede, ud til Oliebjerget, og disciplene fulgte med. Da han kom derud, sagde han til dem: »Bed om ikke at falde i fristelse!« Og han fjernede sig et stenkast fra dem, faldt på knæ og bad: »Fader, hvis du vil, så tag dette bæger fra mig. Dog, ske ikke min vilje, men din.« Da viste en engel fra himlen sig for ham og styrkede ham. I sin angst bad han endnu mere indtrængende, og hans sved blev som bloddråber, der faldt på jorden. | Citat |
| Lukas 22,39-44 | |       |

Oplyst af en kraftig lyskilde ses Jesus knælende på jorden, hvor han trøstes af en hvidklædt engel. I baggrunden, som henligger i nattemørke, ses et udgået træ. I maleriets højre side anes fremkomsten af en menneskemængde med fakler, varslende hændelserne på Langfredag. Maleriet indsattes i 1879 i storfeltet i Skt. Hans Kirkes altertavle. Her erstattede det kirkens tidligere altermaleri med motiv af Nadveren, udført af Hans Poulsen i 1717. Selve altertavlen er fra 1717 og udført af billedhuggeren Michael Tuisch. I altertavlens cirkulære topstykke ses fortsat Hans Poulsens maleri med motiv af korsfæstelsen. Opsættelsen af Carl Blochs billede var et led i den hovedrestaurering, som Skt. Hans Kirke gennemgik i 1877-80. Maleriet i Skt. Hans Kirke er en spejlvendt og bearbejdet version af et af de i alt 23 malerier af Carl Bloch i Frederiksborg Slotskirke i Hillerød, som blev bestilt af brygger J.C. Jacobsen. 
Maleriet blev i 2010-2011 udlånt til en udstilling om Carl Bloch i Utah. 